# Paul da Praia da Vitória

Placa identificativa do Paul da Praia da Vitória.

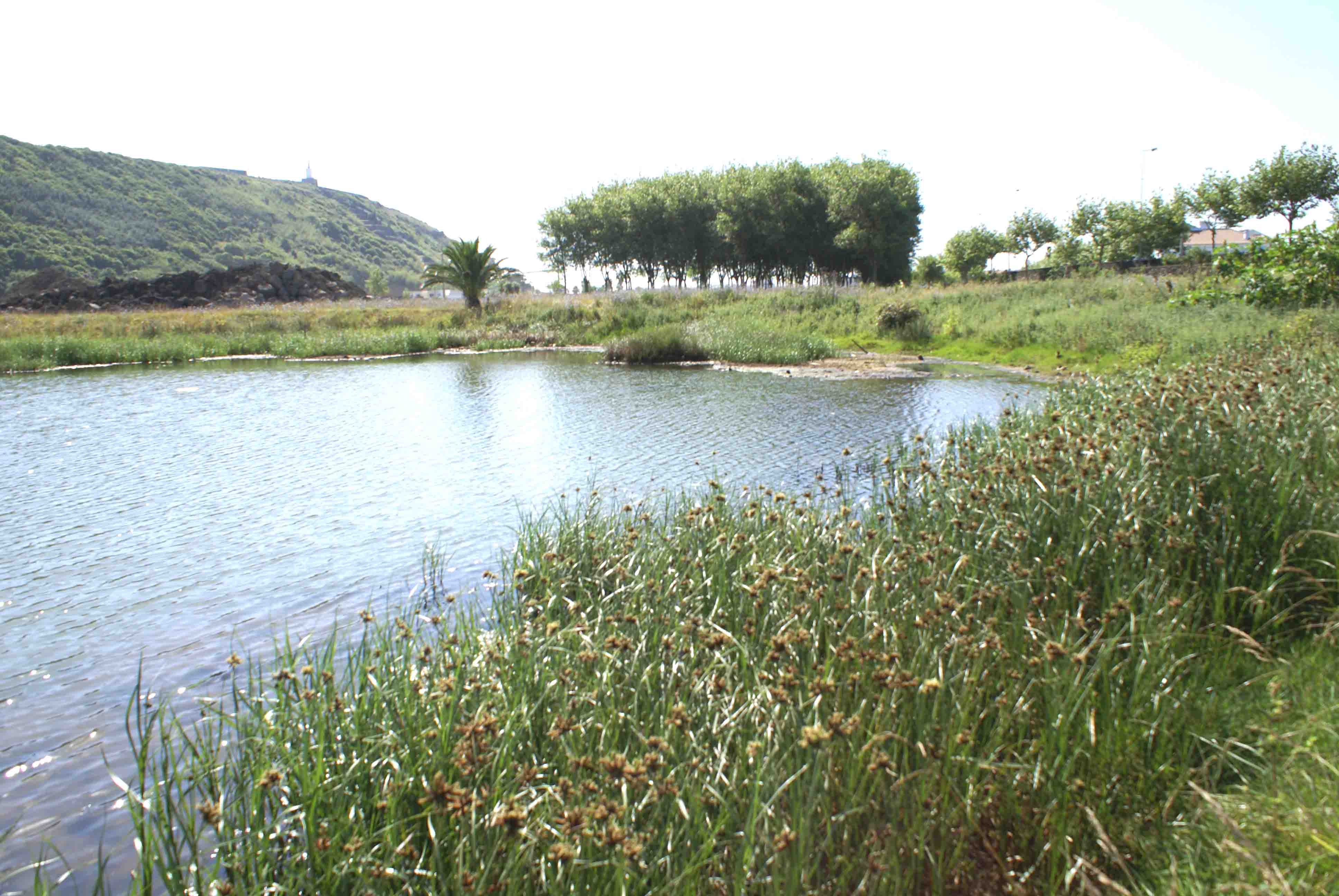
Um dos lagos do Paul da Praia da Vitória

O Paul da Praia da Vitória é uma zona lacustre portuguesa localizada na freguesia de Santa Cruz, concelho da Praia da Vitória, ilha Terceira, arquipélago dos Açores.

## Descrição
O paul é uma zona húmida localizada numa cota muita baixa, ao nível do mar, chegando mesmo em alguns locais a estar a uma cota inferior ao nível do mar.
Esta zona húmida é actualmente o resto de uma grande lagoa costeira que associada à existência de um graben e de um sistema dunar localizada na proximidade do centro urbano da cidade da Praia da Vitória, aliada à existência de um afloramento do Lençol freático e de ser o ponto de encontro das águas de escorrência de superfície, permitiu a sua existência.
Fica muito próximo do centro da cidade da Praia da Vitória uma característica que o torna muito raro na região da Macaronésia.

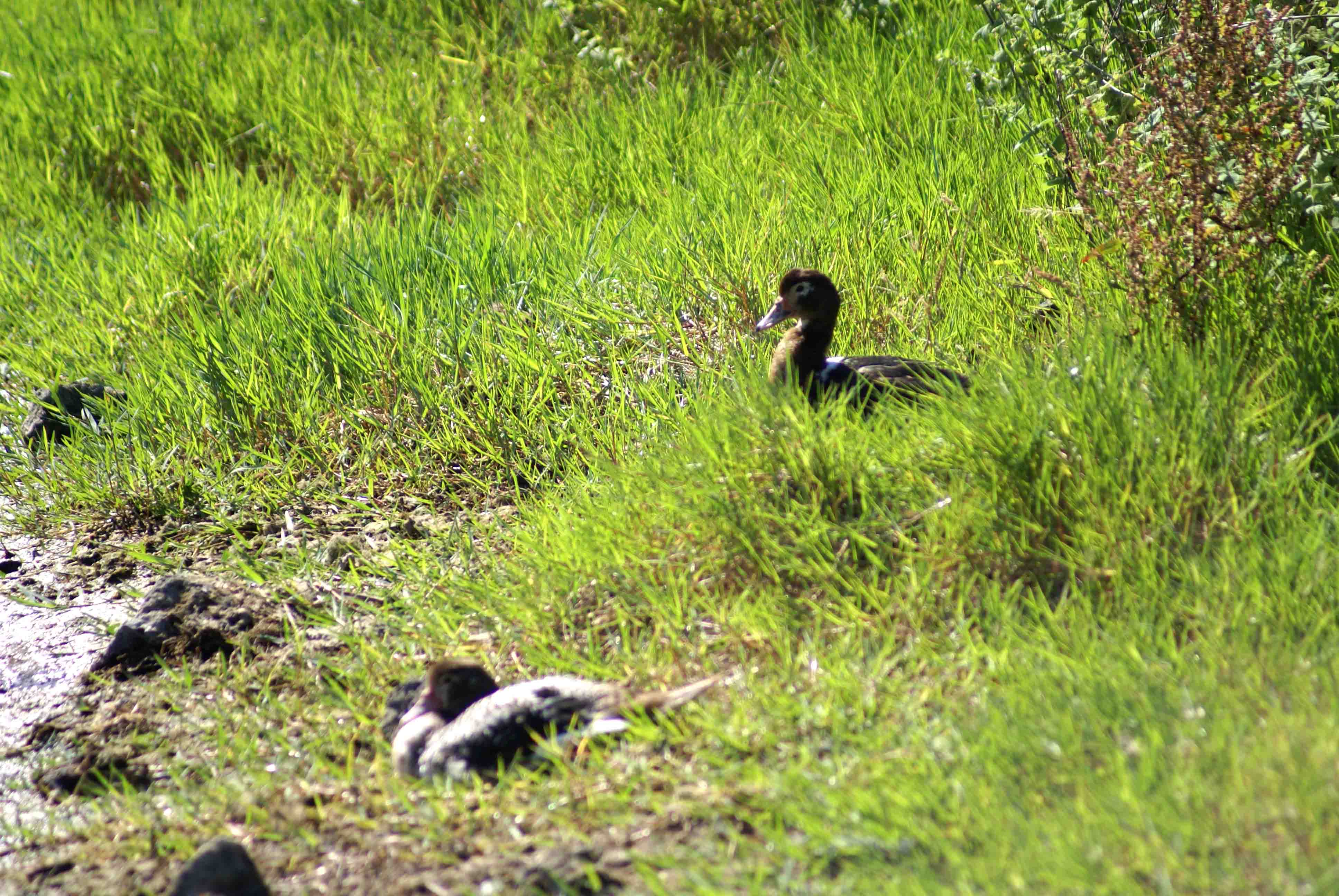
Algumas das espécie da fauna do Paul da Praia da Vitória.

No entanto a proximidade urbana tem exercido uma forte pressão sobre toda a área do Paul, reduzindo a enormemente comunidade biológica, tanto a fauna e como a flora que se encontrava associada ao Paul a um mínimo tal cuja viabilidade de permanência é desconhecida e mesmo duvidosa nas condições em que actualmente se encontra.
A existência do paul tem sido encarada como um problema à construção naquela zona da cidade, no entanto existe actualmente um projecto que tem como objectivo principal a inversão da situação actual ou seja a transformação daquilo que, até agora, tem sido encarado como uma restrição ao desenvolvimento da cidade num pólo dinamizador desse mesmo desenvolvimento.
Ao longos dos séculos do povoamento da ilha Terceira e da Praia da Vitória em particular, o Paul teve muitas alterações da sua morfologia natural.

## O Paul no século XVI
Gaspar Frutuoso em Saudades da Terra, Livro VI, descreve o Paul no século XVI da seguinte forma: “No princípio da areia está situada a vila, antre a qual e a casaria está uma grande alagoa, que vem das enchentes, da compridão de dois tiros de besta e um de largo, onde os moradores daquela comarca alagam seus linhos e bebem também os gados, na qual se criam tantos e tão grandes eirós, que, secando-se uma vez e recolhendo-se as águas, ficaram em espaço de três alqueires de terra tantos deles, que pareciam canas que se roçaram de algum canavial (...). E também se criam nela muges, por estar tão perto do mar, que quando enche muito, rompe pera o mar como ribeira e faz entrada, por onde as tainhas sobem a ela. No meio desta alagoa está um ilhéu, de quantidade de meio alqueire de terra, em que está um pombal de pombas, e da terra estão postos penedos como passadouro, por onde vão de um e de outro até ao pombal, e logo está a vila da Praia, nobre e sumptuosa (...)
Se o paul era uma excelente zona natural, já a sua influência na sociedade humana tão próxima não era vista da mesma forma: A Praia da Vitória tem na memória a lembrança de mosquitos, água salobra, galinhas-d´água e outras aves ruidosas, que num passado ainda próximo não era visto como adequada à vivência humana, daí ter sido sujeito a um aterro substancial da sua superfície bem como à drenagem de grande parte das suas águas, chegando aos nossos dias apenas uma pequena percentagem daquilo que era o paul primordial.
Felizmente o nível cultural do homem do século XX e XXI estão a tentar restituir ao paul a sua grandeza de outrora.
A história da relação da cidade da Praia da Vitória com o paul é uma história de cinco séculos de tentativas de o fazer desaparecer. Ora ele está ali para ficar. Seja porque está sob a influência de um regime de marés e a água salgada entra por debaixo através da porosidade do terreno, seja porque existe o aquífero basal da ilha a uma profundidade diminuta, não há modo de fazer realmente desaparecer o paul. A opção de aterrar “recobre” a água mas não a retira de lá.
Actualmente e numa perspectiva de custo/benefício, o que se propõe é organizar os usos daquele espaço de modo a, com o menor custo, maximizar os benefícios a retirar para a cidade e para a comunidade.
As intervenções que têm em conta as características e funções naturais do território podem parecer, de início, menos apelativas numa perspectiva imediatista de crescimento, nomeadamente de crescimento urbano mas, a prazo, são mais baratas, mais sustentáveis, apresentando-se como verdadeiras soluções de desenvolvimento.
Entretanto, e ao contrário do que tem sido, o paul pode ser a base de um conceito de modernidade para a cidade da Praia da Vitória, dado que é o único em situação urbana nos Açores. Sendo único, constitui marca distintiva à espera de ser valorizada, e porque sendo marca distintiva, pode tornar-se na base de um conceito de cidade nova, capaz de integrar a natureza e tirar proveito disso.

## Biodiversidade do Paul
O Paul, como zona húmida que é, é um ecossistema de elevada produção primária capaz de servir de suporte à vida selvagem nomeadamente a aves migratórias e sem ser que o utilizam como área de refúgio e de nidificação.
A enorme importância das zonas húmidas é actualmente um facto aceite e cientificamente fundamentado. Apesar disso e, na sequência de milénios de História, tal importância continua a ser ignorada por uns e relegada para segundo plano por outros, em nome de intervenções que destroem completamente aquele tipo de ecossistema, invocando razões que se prendem com questões de crescimento económico que nunca pode ser confundido com desenvolvimento dada a sua falta de sustentabilidade.
O Paul da Praia da Vitória pertence a um determinado tipo de ecossistema escasso à escala mundial, europeia e da Macaronésia. Constitui, pela sua localização em pleno Atlântico Norte, a meia distância entre o continente americano e o continente europeu, um ponto estratégico para as aves que, por diversas razões, entram em rotas marginais a quando das suas migrações.
Assim, ao longo dos tempos, têm sido registadas presenças de aves quer do continente europeu quer do continente americano.
As zonas húmidas ao longo da História sempre foram consideradas zonas marginais necessitadas de intervenção, que quase sempre se resumia a operações de enxugo, para serem aproveitadas como zonas de cultura dada a riqueza do seu substrato de várzea.
O Paul da Praia da Vitória não foi excepção e, ao longo dos séculos, tem sido encarado como uma zona necessitada de intervenção.
Esta artificialidade, no entanto tem custos elevados quer em termos económicos quer em termos ambientais. Acarreta custos de implementação e custos de manutenção e, por outro lado, perde-se a mais valia da Natureza, neste caso dentro da cidade.
A natureza naquele sítio não pode ser ligada apenas com a beleza inerente a um espelho de água; ou com o facto de constituir um refúgio natural para aves migratórias quer do continente europeu quer do continente americano; ou ainda e por isso, apesar das suas restrições, constituir já um hot spot, dentro do meio ornitológico, quer para investigadores, quer para observadores amadores de aves. Ela desempenha também um papel fundamental no ciclo hidrológico local, funcionando a lagoa como um sistema absorvente das escorrências superficiais da bacia hidrográfica envolvente e as flutuações a que está sujeito o aquífero subjacente exprimem-se pela maior ou menor extensão do espelho de água visível.
A associação da flutuação do nível freático, tão próximo da superfície, com a existência de uma falha sísmica de grande importância na zona, que tem sido responsável por sucessivos abatimentos daquele território, não constitui um cenário adequado para a sua urbanização, pelo menos em termos tradicionais de construção de infra-estruturas, sejam elas habitações familiares ou de outro tipo.